# Château de Najac
Pour les articles homonymes, voir Najac.
 (avril 2019).
Si vous disposez d'ouvrages ou d'articles de référence ou si vous connaissez des sites web de qualité traitant du thème abordé ici, merci de compléter l'article en donnant les références utiles à sa vérifiabilité et en les liant à la section « Notes et références ».
Le château de Najac est un ancien château fort qui se dresse sur la commune française de Najac dans le département de l'Aveyron, en région Occitanie.
Le château est édifié entre 1253 et 1266 par Alphonse de Poitiers, frère de Louis IX, sur les bases d'un ancien castrum, et sur son donjon roman, construits vers 1100 par Bertrand de Saint-Gilles, fils de Raymond IV, comte de Toulouse.
Najac était le siège d'une viguerie royale. Plusieurs des articles des privilèges accordés à Najac en décembre 1368, indiquent que ce fut pendant le siège de la sénéchaussée de Rouergue jusqu'en 1370, date à laquelle il fut établi définitivement à Villefranche-de-Rouergue.
Les vestiges du château et sa deuxième enceinte font l'objet d'un classement au titre des monuments historiques, par arrêté du 3 juillet 1925.

## Localisation
Le château est situé sur la commune de Najac, à la limite occidentale du Rouergue, aux confins du Quercy et de l'Albigeois, dans le département français de l'Aveyron. Il occupe une position dominante dans la basse vallée de l'Aveyron, voie de circulation entre Rodez et Saint-Antonin. Il fut l'un des points forts de l'influence toulousaine dans la vallée de l'Aveyron et du Viaur, contre les positions des Trencavel en Albigeois, au sud, et celles des Barcelone, à l'est.

## Historique
Vers 960-980 et vers 990, est signalé un nommé Bernard de Najac, Bernadus Najacensis et de Najago. La présence d'une famille dite de Najac est toujours attestée sur le site au XIIe siècle. Elle partagerait ses droits avec des lignages locaux, dont les Cadoule (Cadoillia), et les Gros. Le château serait mentionné, pour la première fois, à la fin du XIe siècle, dans un passage du Livre des miracles de sainte Foy (Liber miraculi Sancte Fide), qui évoque un castellum appelé Najac (castellum rusticorum lingua dictum Nagiacum).
Le bourg est dominé par le château, construit en deux périodes distinctes :
- au XIIe siècle : la base de la tour carrée, construite par les comtes de Toulouse, qui possèdent le comté de Rouergue ;
- au XIIIe siècle : les autres parties du château, construites par Alphonse de Poitiers, frère de Saint Louis, et devenu comte de Toulouse par son mariage avec Jeanne de Toulouse, fille unique et héritière du dernier comte de Toulouse, Raimond VII.

### La tour carrée
Après 1112, la place, qui occupe une position de verrou de la Basse-Marche de Rouergue, est grandement renforcée par les comtes de Toulouse, après que ces derniers aient consenti un partage de leurs droits ; ce qui deviendra la vicomté de Millau et le comté de Rodez passant aux comtes de Barcelone.
En 1141-1142, Alphonse Jourdain, comte de Toulouse, est battu par Roger Ier Trencavel, vicomte de Carcassonne, lors de la grande guerre méridionale (de la fin du XIe siècle à la fin du XIIe siècle). Des chevaliers et des coseigneurs de Najac tels que les vicomtes de Bruniquel, de Lautrec, de Saint-Antonin et les seigneurs de Villemur font partie du réseau que se sont constitué les Trencavel. En 1152 et 1162, dans des actes portant sur le castrum quod vocatur Verdun, Gaubert de Najac est témoin du vicomte Raymond Trencavel. En février 1182 (nouveau style), le comte de Toulouse Raymond V est autorisé, par le roi de France, à tenir en accroissement de fief les châteaux de Najac et de Posquières (Vauvert). Le 14 avril 1185, se retrouvent à Najac Richard Cœur de Lion et Alphonse d'Aragon, afin de conclure un traité d'alliance contre le comte de Toulouse, lors du conflit qui oppose à l'époque les Trencavel, Aragon et Plantagenêt aux comtes de Toulouse.
En 1208, Bernard de Najac est témoin du comte Raymond VI. Cette même année, huit châtelains de Najac rendent hommage au comte. En janvier 1219, Guilhem-Bernard, dominus de Najaco, est témoin d'une donation faite par Raymond VI à la ville (apud Najacum). En septembre 1222, le même fait serment au nouveau comte Raymond VII et promet « de ne conclure de paix séparée sans son accord, ni avec le roi de France, ni avec l'Église, ni avec aucun autre de ses ennemis ». En mai 1227, se sera au tour de l'ensemble des coseigneurs de Najac de prêter serment.
En 1226, le roi Louis VIII fait étape à Najac lors de sa remontée de Montpensier. Philippe III fera de même lorsqu'il remonte d'Albi vers Figeac, via Villefranche. Le 6 juillet 1229 le comte Raymond VII y reçoit, pour la tenue en fief du castrum de Najac, l'hommage de Guilhem-Bernard de Najac, de Géraud de Cadoule (Cadoilla) et d'autres seigneurs de Najac. En 1246, Raymond VII rachète les parts de la famille Cadoule, l'un des lignages principaux. Il y installe dès lors un châtelain comtal ainsi qu'un baile et en fait l'une des trois baillies du Rouergue. Le comte de Toulouse à la suite du traité de Lorris de janvier 1243 (nouveau style) est dans l'obligation de laisser pour cinq ans à partir de mars 1243 (nouveau style), les châteaux de Laurac, Najac, Penne-d'Agenais et Puycelsi. Ces châteaux lui seront restitués par Louis IX qui ordonne, en février 1248, (nouveau style) à son sénéchal de Carcassonne de les lui remettre et de transférer à Carcassonne les vivres et les armes qui étaient dans ces places.

### Le château neuf
Par crainte de voir Alphonse de Poitiers, gendre de Raimond VII (mort à Millau en septembre 1249) et frère du roi de France, s'emparer de Najac, les seigneurs locaux se révoltent, menés par Guilhem de Lavalette et ordonnent au châtelain ainsi qu'au baile comtal de leur donner les clés de la turris. Les seigneurs de Brenx, Caussade, Laguépie, Najac, Parisot, Puylaroque et Rabastens se réunirent secrètement à Laguépie afin d'en faire appel à Blanche de Castille. C'est finalement Sicard Alaman, représentant du comte Alphonse de Poitiers alors en Orient, qui se fait ouvrir le 3 janvier 1250 la turris, après tractations. Alphonse obtiendra des coseigneurs la cessions des derniers droits féodaux et leurs hommages.
Alphonse de Poitiers remet tout en ordre avec beaucoup de hauteur de vue : il crée dans ses États un ensemble administratif (sénéchaussée, consuls), développe les marchés et les villes nouvelles, comme la bastide de Villefranche-de-Rouergue en 1252. Il va aussi manifester sa puissance, pas seulement pour impressionner les habitants et seigneurs de la région qu'il a pacifiée, mais aussi par rapport au Plantagenets qui occupent une partie du Rouergue, du Quercy et de l'Aquitaine, en reconstruisant le château de Najac qui ne comporte à l'époque qu'une tour carrée bâtie vers 1100 par les comtes de Toulouse. Jean d'Arcis, sénéchal du Rouergue, entreprend la construction, en 1253, du château neuf sur l'éperon étroit et escarpé où se trouve l'unique tour qui va être remaniée et englobée dans un château fort gothique, du modèle dit Philippien. Les courtines sont élevées à 25 mètres de hauteur, inaccessibles aux échelles des assaillants. L’étroitesse de l’éperon, défendu par plusieurs lignes d’enceinte, rend vaines les bombardes et périlleuse l’approche. Les nouvelles tours rondes, implantées directement sur le roc, découragent la sape. Leurs archères hautes de 6,80 mètres, réputées les plus hautes du monde, permettent la défense dans toutes les directions. À 39 mètres, la terrasse du donjon permet de communiquer avec les autres points forts de la région.

### Guerre de Cent Ans
À la fin du XIVe siècle, pendant dix ans, les Anglais occupent le territoire et son château, mais un soir, les Najacois réussissent à pénétrer dans le château par ruse, tuent la garnison anglaise et reprennent possession des lieux.
Najac demeure jusqu'en 1370 le chef-lieu de l'importante sénéchaussée de Rouergue, s’étendant sur le territoire de six cantons actuels de l'Aveyron et de Tarn-et-Garonne, année où le siège du sénéchal est déplacé à Villefranche, Najac ne conservant qu'un viguier.

### Les guerres de Religion
Jusqu'aux guerres de Religion, la population et son château vivent calmement. Pendant cette période sombre où calvinistes et catholiques s'entretuent, le château est occupé par le seigneur de Morlhon, un protestant. Mais cela dure peu : les catholiques, commandés par François de Buisson de Bournazel, entreprennent le siège du château et, au bout de quelques mois, les assiégés étant à bout de vivres et d'eau, le siège prend fin.

### Révolte des Croquants
Au cours de l'été 1643, le château de Najac est pris par les paysans révoltés lors de la jacquerie menée par Bernard Calmels, dit Lafourque. Cette révolte qui avait soulevé plus de 10 000 paysans, avait échoué devant Villefranche-de-Rouergue. Les troupes de Mazarin, menées par le comte de Noailles, gouverneur de Najac, reprennent le château. Bernard Calmels et deux de ses lieutenants, Ferrier, et le tisserand Mathieu Vergnes, sont arrêtés, condamnés et roués vifs en octobre 1643. La tête de Bernard Calmels sera exposée au bout d'une pique sur une tour de Marcillac d'où était partie la révolte.

### Ruine du château
Après cette période, le château de Najac n'est plus utilisé, on le laisse dépérir, se délabrer, et ce n'est qu'à la Révolution française qu'il reprend un rôle assez important, mais dommageable. Vendu comme bien national en 1794, le château est racheté pour douze francs par un aubergiste du pays qui s'en sert comme carrière de pierre pour construire des maisons. Selon certains témoignages[Qui ?], au milieu du XIXe siècle un accident où trois ouvriers périssent entraîne l'arrêt des travaux de démolition. Le château est ensuite laissé à l'abandon.

### Rénovation
Le château a été sauvé de la ruine par la famille Cibiel.
À la fin du XIXe siècle, le château est rénové en partie par l'abbé Brunis qui le revend à Alfred Cibiel. Celui-ci et ses héritiers le rénove entièrement et en fait un lieu touristique de l'Aveyron. Ainsi, la forteresse qui n'a jamais été attaquée, n'a jamais été prise, demeure un témoignage important du patrimoine de l'époque.

## Liste de seigneurs, gouverneurs et de viguiers

### Seigneurs
- Pierre de Najac c.1080-après 1109
- Guillaume de Najac 1120-??
- Gausbert de Najac †  après 1162, coseigneur
- Guillaume Bernard de Najac †  après 1208, coseigneur
- Raymond Bernard de Najac c.1230-après 1254, coseigneur
- 1229-1231: Géraud de Cadolle
- 1333-1345: Raymond de Lescure, coseigneur
- Bertrand II de Lescure † 1364, coseigneur
- Antoine du Rieu, coseigneur, marié en 1527 avec Isabeau Audouy, il était maître de la monnaie de Villfranche et on lui reprochait de frapper des doubles de mauvais aloi.
- Jean de La Valette († 1599)
- Étienne d'Audiguier, coseigneur de Najac, seigneur de Lunac
- Philippe de Gineste 1630-1694
- Charles II de Morlhon († 1677)
- Étienne de Gineste 1714-1790
- Antoine de Gineste † 1755
- Pierre-Charles-Antoine de Neyrec en 1789

### Châtelains ou gouverneurs
- Un châtelain comtal est attesté en 1251 au château de Najac.
- 1614 : François de Noailles, duc d'Ayen.

### Viguiers
- 1369, Najac est érigé en viguerie.
- 1375-1396 : Rigaud de Montamat († 1431)
- 1396-7 septembre 1401 : Guillaume Toupignon[6].
- 1401 : Pierre de Laguiole, écuyer et maître d'hôtel du comte d'Armagnac, nommé par le Duc de Berry[6].
- Pons d'Agens (†  après 1408)
- 1453-1455 : Pierre Toupignon.
- 1460 : N. Jacques de Gausserand[7].
- 1464 : Guillaume Lirons, procureur du roi, puis viguier, marié en 1469 à Marguerite du Rieu[8].
- 1465 : Jean Molinier dit Laspart, viguier à cette date[7].
- Jacques dit Galiot de Genouillec († 1493)[7]
- 1493 : N. Delpuech
- Jean de Couderc[9],[10],[7].
- Guillaume de Resseguier, conseiller au Présidial de Villefranche-de-Rouergue, 3e fils d'Antoine et de Françoise de Montolieu[11].
- 1547 : François Boyer, fils d'autre François Boyer, juge mage du Rouergue, et de Catherine de Firminhac[7].
- Hugues d'Hébrard (1526-??), docteur ès lois, fils de Jean d'Hébrard, seigneur de Sainte-Gemme, chevalier de l'Ordre du Saint-Esprit, et d'Helips de Maleville, reçu devant le Parlement de Toulouse[7].
- 1561 : Charles Du Faur, seigneur de Bruguières et de Saint-Sauveur, docteur ès droits, deuxième fils de Michel Du Faur de Saint-Jory et d'Éléonore de Bernuy[12].
- Vital du Faur († 1573)[13].
- 1574 : Jean de Benoist, docteur ès droits, avocat du roi à la Sénéchaussée de Toulouse (PV installation)[13](Adjudication)[14].
- 1582 : Antoine del Puech.
- 1600 : Bernard d'Arribat († 1608, docteur ès lois, avocat et juge au présidial de Villefranche, consul en 1581, premier consul en 1602, auteur d'une livre de raison édité, fils de Jean Darribat, notaire à Espalion.
- 1605-1611 : Bernard du Rieu (1574-??)
- 1611 : N. Jean de Vernhes, juge royale de Sauveterre, fils de Pierre de Vernhes, seigneur de Thorène et de Toinette de Faramond.
- 1614 : Durand de Cahuzac, présent à la remise du château aux procureurs de François de Noailles, nouveau capitaine-châtelain[7].
- ??-1658 : Marc-Antoine Audouy (1603-1658)
- Jean Jacques Audouy
- Bernard Sarrus (1622-1696)
- 1696 : Laurent-Bernard de Sarrus († 1720) condamné à mort et exécuté pour malversation.
- 1750 : Louis François Auguste de Sarrus[15].
- 1766-1783 : Jean-Baptiste Testas (1719-1783).
- 1784-1790 : Jean-Baptiste Antoine Testas (1753-1804), rachète le château comme bien national.

## Description
À cette époque, le village, un bourg castral, se blottit au pied du château qui assure la défense de la vallée. Le mariage des deux châteaux en fait un chef-d'œuvre de l'architecture militaire du XIIIe siècle.
Les archères de 6,80 m, uniques au monde, permettent le tir de trois archers à la fois. Un couloir dérobé relie la tour romane à la chapelle du donjon. Le donjon, érigé vers 1253, dominant de 200 m la boucle de l'Aveyron a pour conséquence que sa prise équivaut à détenir la clé de tout le pays[réf. nécessaire]. La forteresse est rattachée à la couronne et ne subit aucune attaque.
La présence d'un cachot dans la partie basse d'une tour est attesté. Les culots de la première salle d'armes et de la chapelle sont décorés de feuillages et de têtes. La chapelle présente encore aujourd'hui des traces de décors peints.  Les eaux pluviales étaient acheminées des toits vers la citerne au moyen d'une conduite en pierre accolée à un mur.

## Visites
Le château est ouvert à la visite.

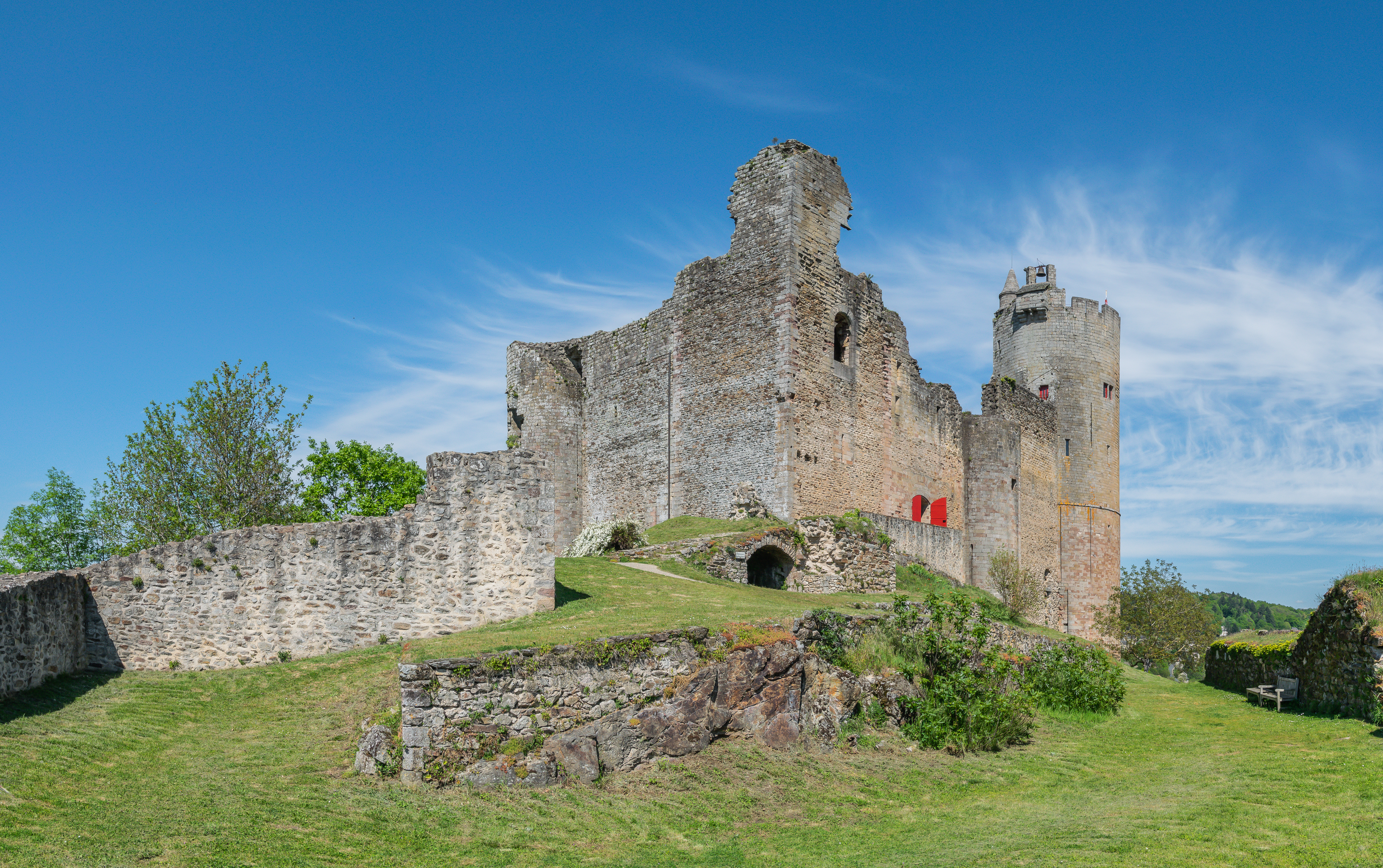
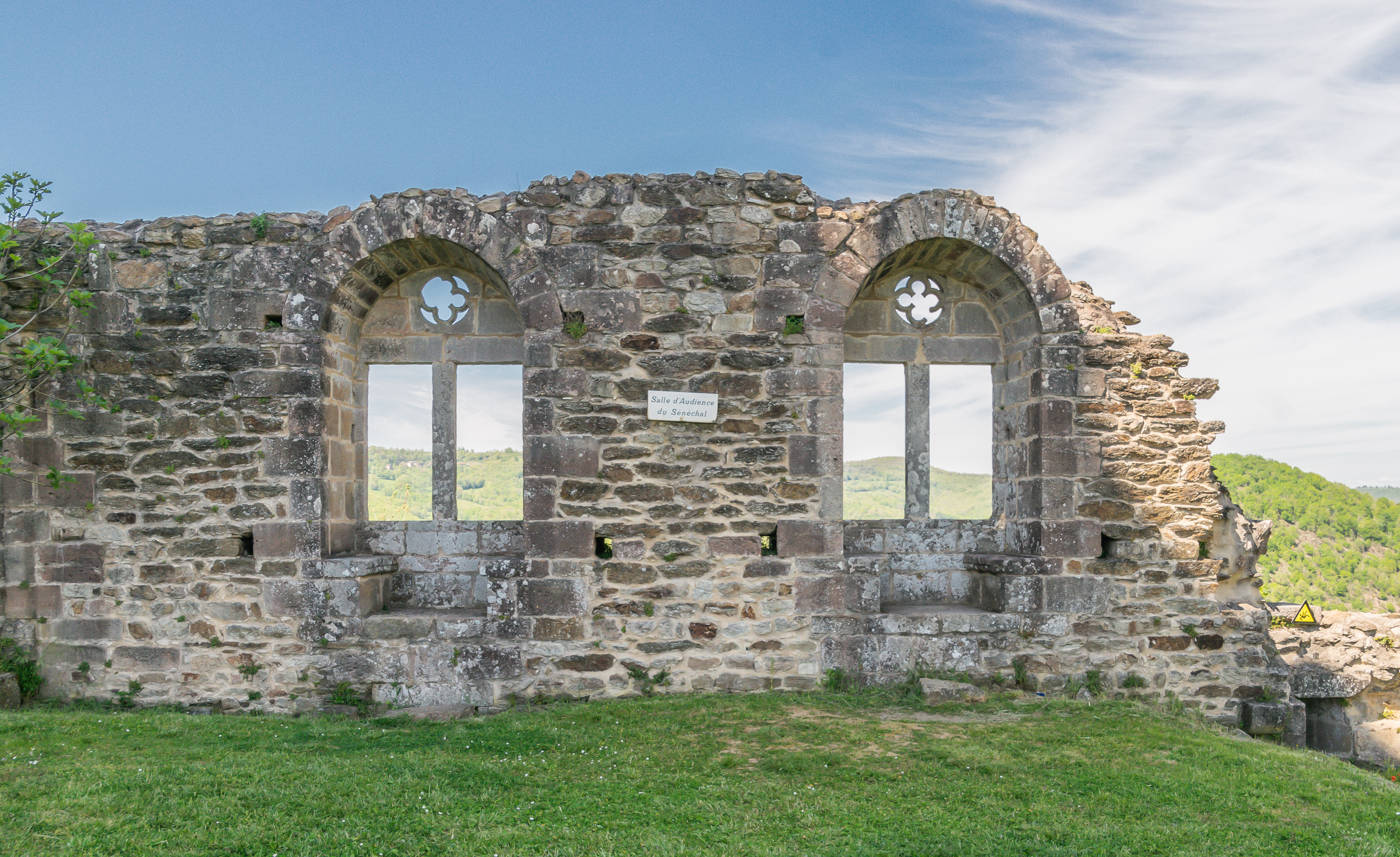
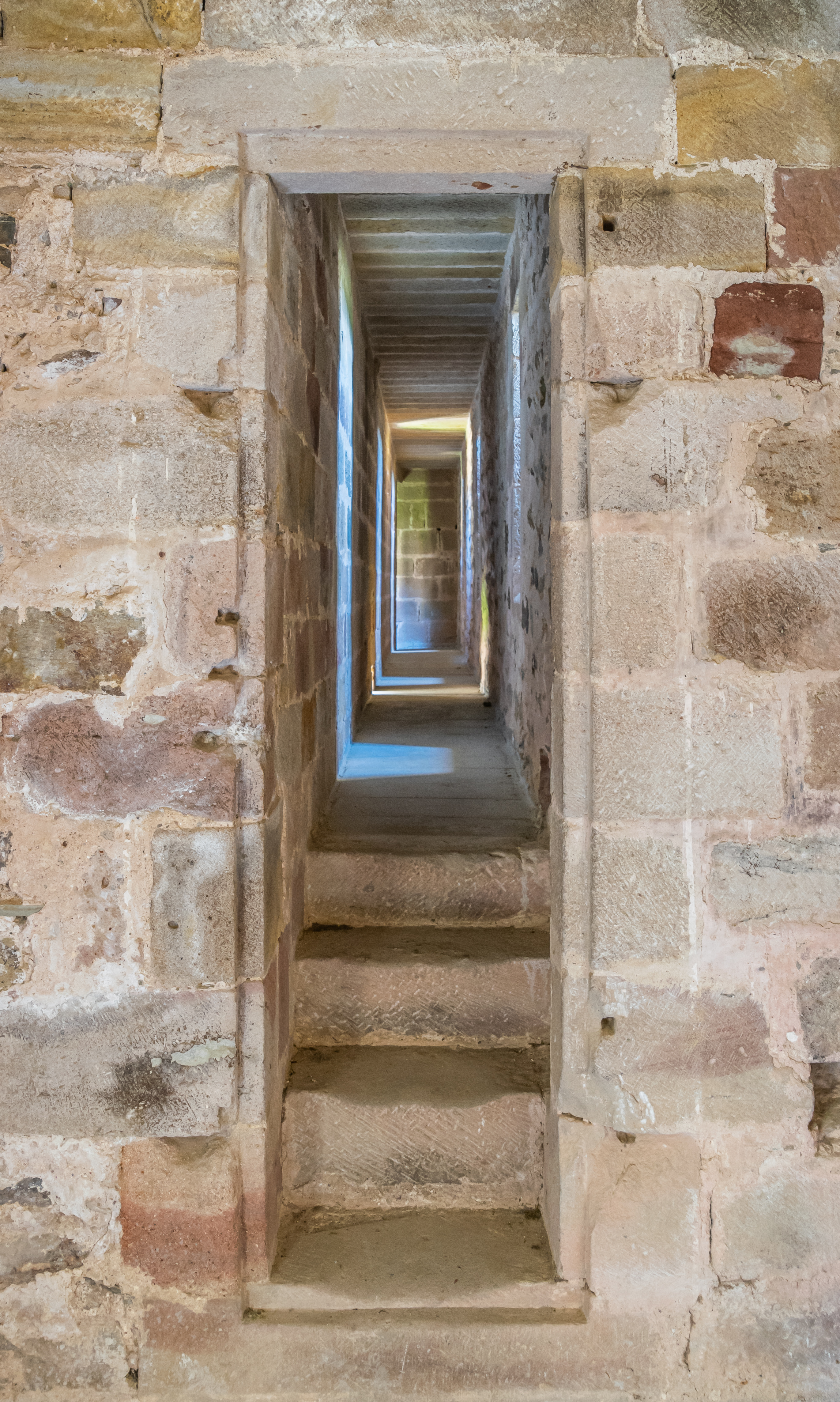
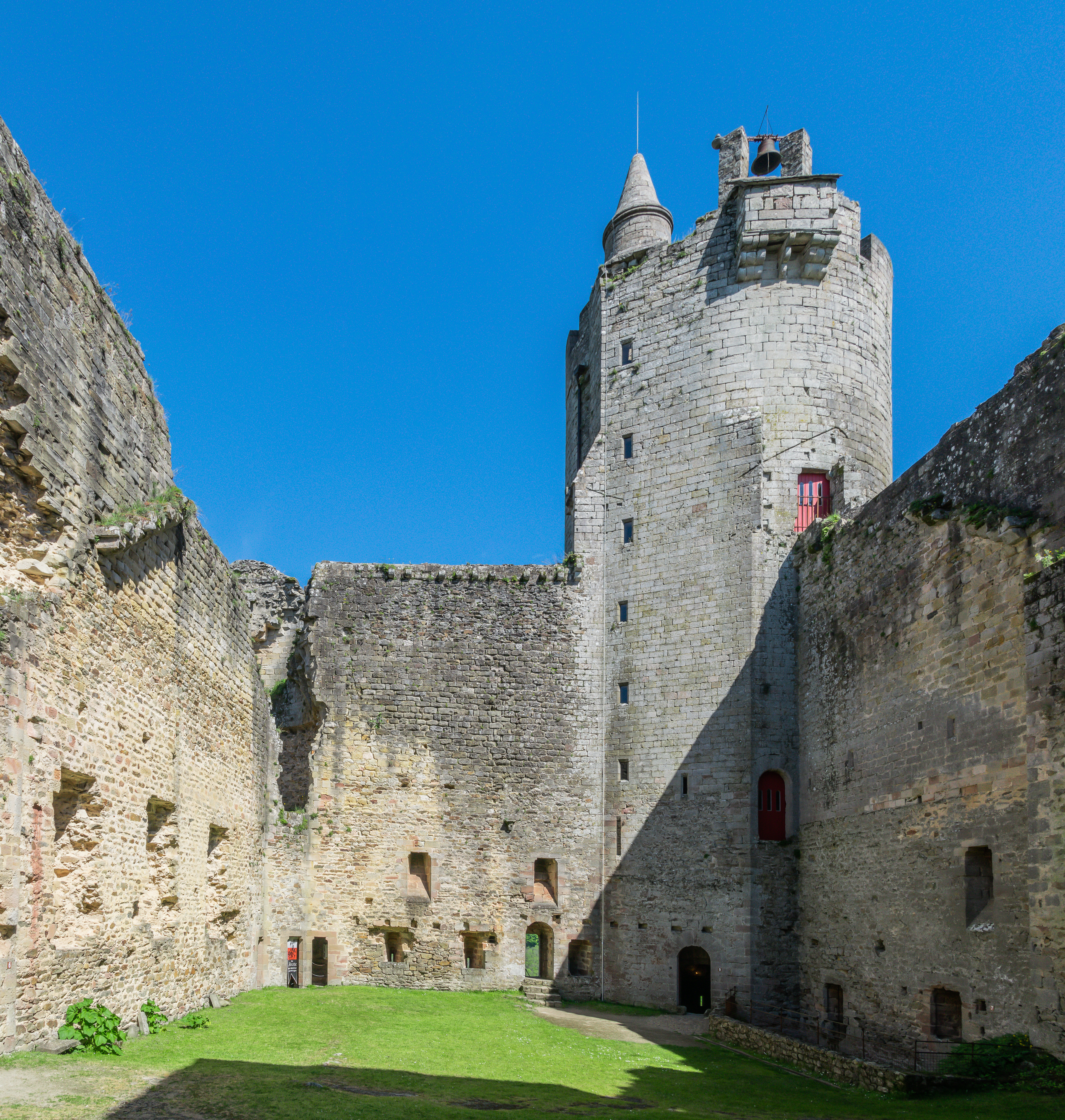
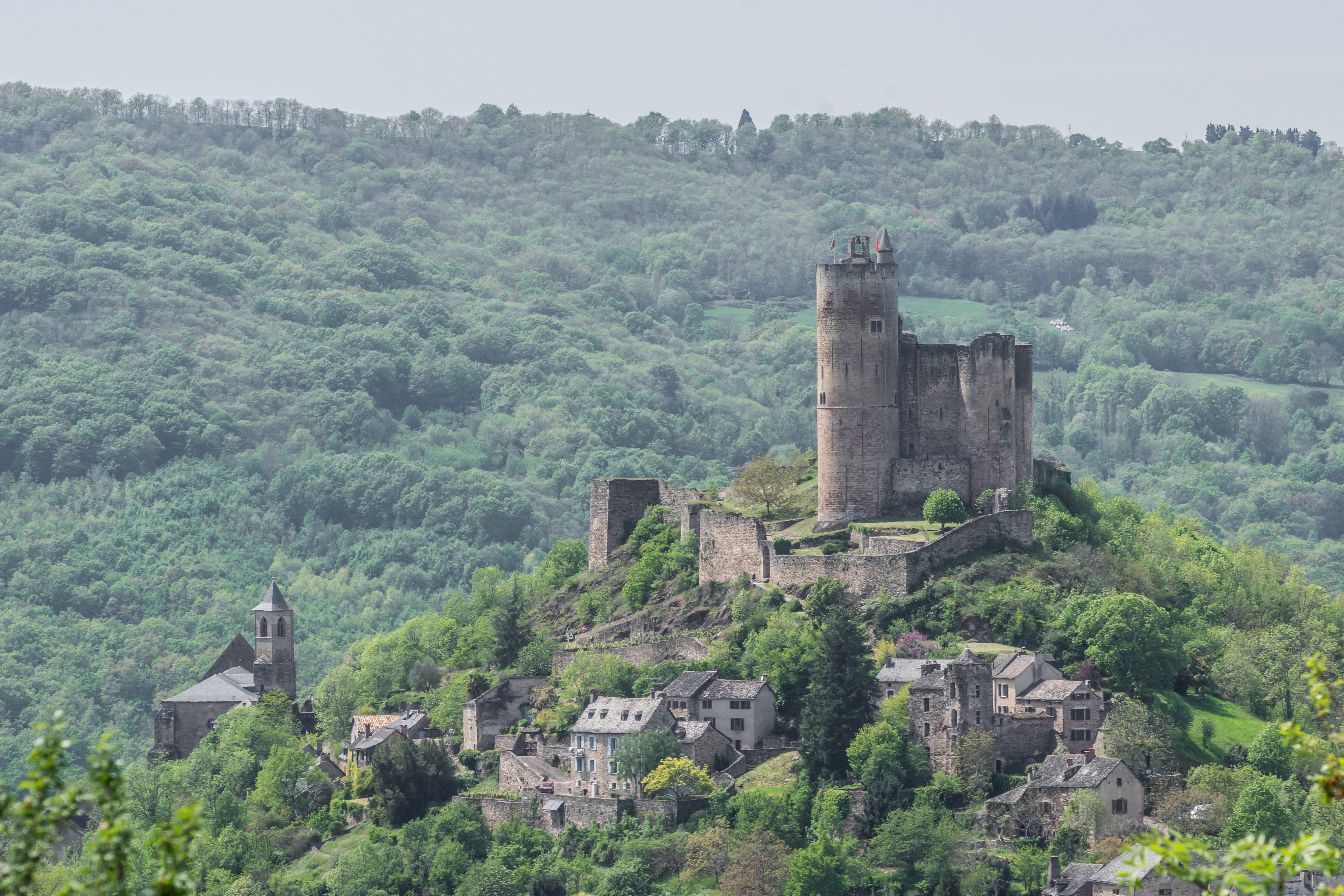
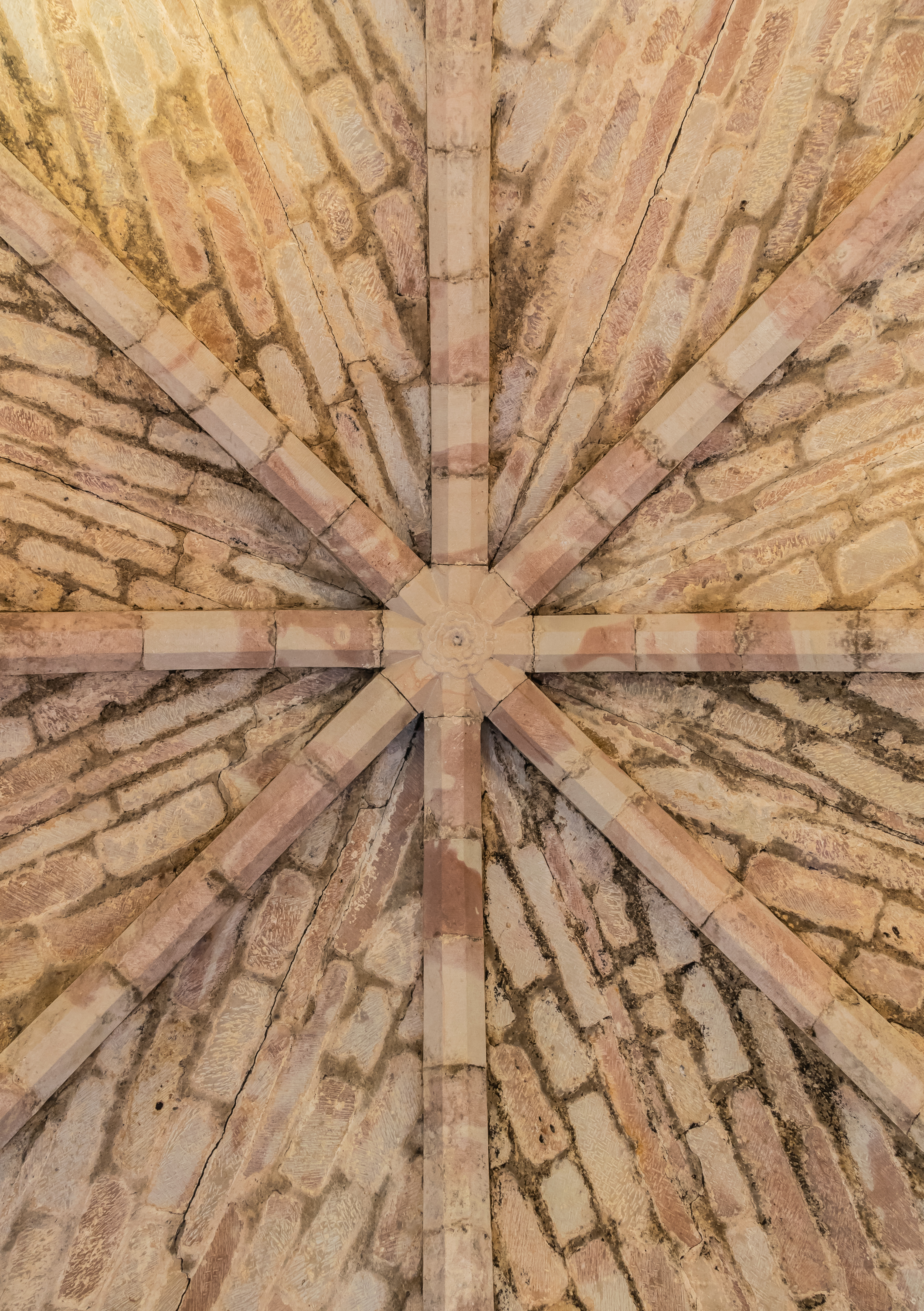
Clé de voûte, château de Najac
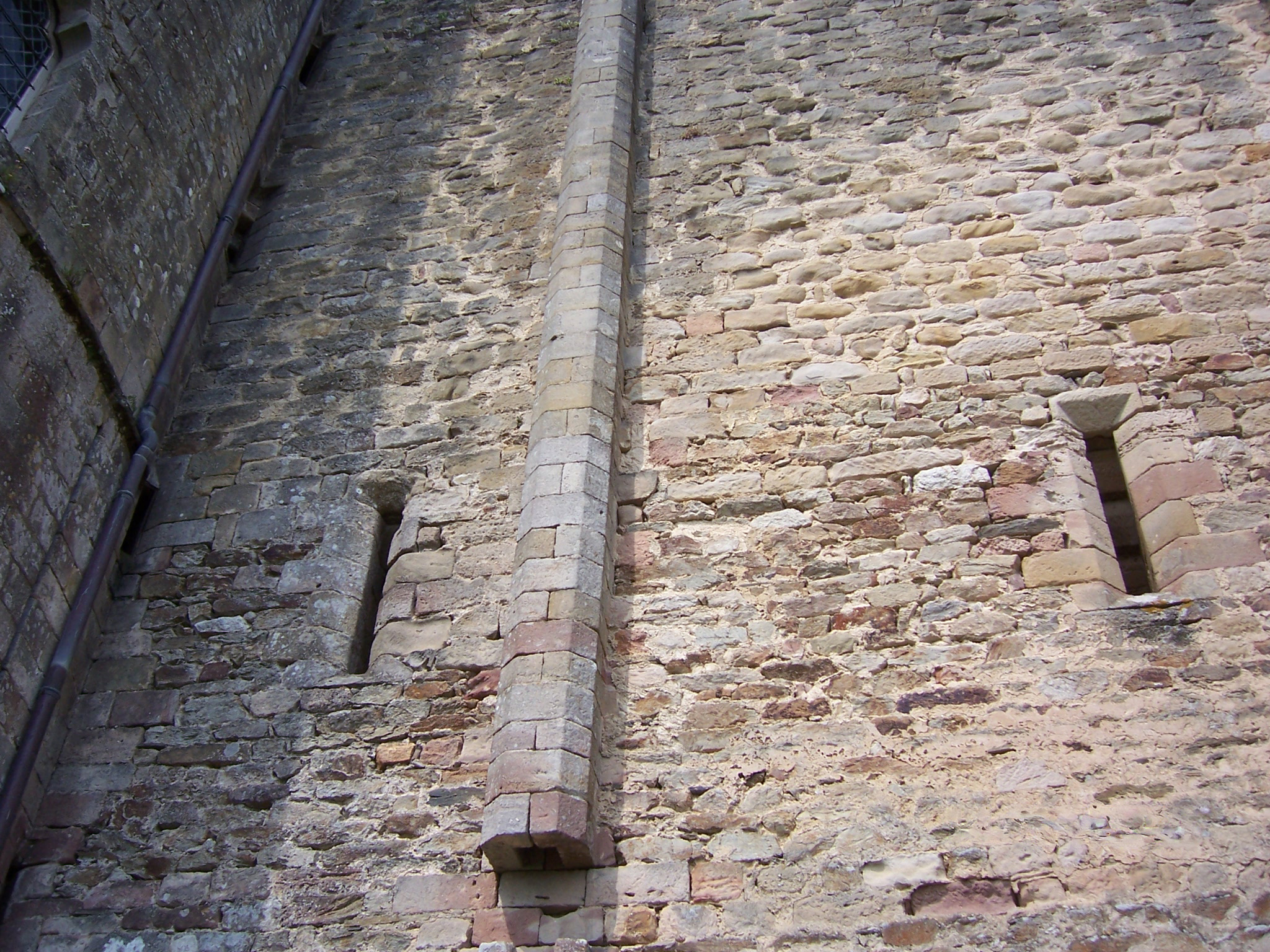
Gouttiere château de Najac